# 도어락 (영화)
"도어락"은 2018년에 개봉한 대한민국의 영화이다. 

## 캐스팅
- 공효진 : 조경민 역 - 본작의 여주인공.
- 김예원 : 오효주 역 - 본작의 서브 여주인공.
- 김성오 : 이 형사 역 - 본작의 남주인공.
- 조복래 : 김기정 역 - 본작의 페이크 최종 보스.
- 이가섭 : 한동훈 / 관리 1 역 - 본작의 진 최종 보스.
- 한지은 : 강승혜 역
- 장준녕 : 반장 역
- 차엽 : 형사 1 역
- 윤종석 : 관리 2 역
- 이상희 : 관리소장 역
- 이종구 : 중개인 역
- 배명진 : 경찰 1 역
- 이홍내 : 경찰 2 역
- 김재화 : 박 대리 역
- 손영희 : 직원 1 역
- 염문경 : 직원 2 역
- 오누리 : 직원 3 역
- 김보경 : 직원 4 역
- 김지현 : 직원 5 역
- 김유정 : 직원 6 역
- 노민정 : 직원 7 역
- 이청오 : 직원 8 역
- 고은영 : 가짜승혜 / 김선희 역
- 정종우 : 보안요원 역
- 박숙명 : 아주머니 역
- 이광훈 : 취객 역
- 김지한 : 열쇠공 역
- 김동규 : 길거리 취객 역
- 박초연 : 효주 빌라 입주민 역
- 백민준 : 편의점 직원 역
- 박서연 : 효주 모 역
- 장효석 : 엘리베이터 남 역
- 제승현 : 신혼부부 여 역
- 전지윤 : 신혼부부 남 역
- 홍희자 : 은행 할머니 역
- 조미초 : 중년 여성 역
- 전승엽 : 중년 남성 역
- 최만성 : 쩍벌 아저씨 역
- 옥주리 : 짐 아줌마 역
- 허성우 : 편의점 사장 역
- 강정민 : 전철남 역
- 서순용 : 방범창 인부 역
- 조영란 : 보험 판매원 역
- 배유리 : 라디오 아나운서 역
- 이천희 : 김성호 역 (특별출연)
- 김광규 : 차장 역 (특별출연)

## 같이 보기
- 2018년 대한민국의 영화 목록